# Музей романа «Братья Карамазовы»

Музей романа «Братья Карамазовы» — учреждение культуры литературной направленности. Открыт в 2018 году; расположен в городе Старая Русса (набережная Достоевского, 8). Входит в структуру Новгородского музея-заповедника.

## Здание
Здание музея — старинный двухэтажный особняк первой трети XIX века, расположенный на берегу реки Перерытицы. Предполагается, что изначально он принадлежал генералу К. П. Фаворскому.
В 1880—1890 годы владельцем здания был старорусский купец Н. Т. Беклемишевский, имя которого закрепилось за зданием (ставим известным как «дом Беклемишевского»). В период Октябрьской революции (1917 год) в нём размещалась биржа труда. Во время боёв за Старую Руссу в годы Великой Отечественной войны дом существенно пострадал, но после её окончания был восстановлен одним из первых в городе. В 1980-х годах дом занимали ясли.

## История музея
В 1985 году дом Беклемишевского был передан Новгородскому музею-заповеднику. В 1990-х — 2000-х годах состоялся капитальный ремонт здания. В 2000 году в нём открылся Научно-культурный центр Дома-музея Ф. М. Достоевского.
Идею создания в Старой Руссе музея, посвящённого роману «Братья Карамазовы», выдвигал ещё основатель Дома-музея Ф. М. Достоевского Г. И. Смирнов. Как известно, роман «Братья Карамазовы» создавались преимущественно в Старой Руссе, и этот город можно считать прообразом Скотопригоньевска, в котором разворачиваются события романа.
Общую концепцию музея разработали сотрудники Дома-музея Достоевского. Авторы художественного решения — народный художник России Борис Непомнящий и дизайнер Николай Исправников.
Музей открылся 14 июля 2018 года.

## Экспозиция
Музей состоит из шести залов общей площадью 270 м2. Экспозиция посвящена не только непосредственно роману «Братья Карамазовы», но и в целом жизни провинциального городка второй половины XIX века.
Первый зал содержит материалы, связанные с пребыванием Достоевского в Старой Руссе. Остальные залы посвящены героям и сюжету романа: в их числе кабинет Фёдора Павловича, келья старца Зосимы, комната Екатерины Ивановны, а также трактир и детская. В экспозиции представлены старинная обстановка, предметы, документы и фотографии, дополненные мультимедийной составляющей. На лестничной площадке второго этажа выставлена серия рисунков Бориса Непомнящего, созданных специально для экспозиции музея и представляющих собой портреты персонажей романа. В целом создатели музея отказались от прямого цитирования текста романа или пересказа сюжета — ими предпринята попытка отразить образы и характеры главных героев и погрузить посетителей в атмосферу времени, описываемого в романе.

## Галерея

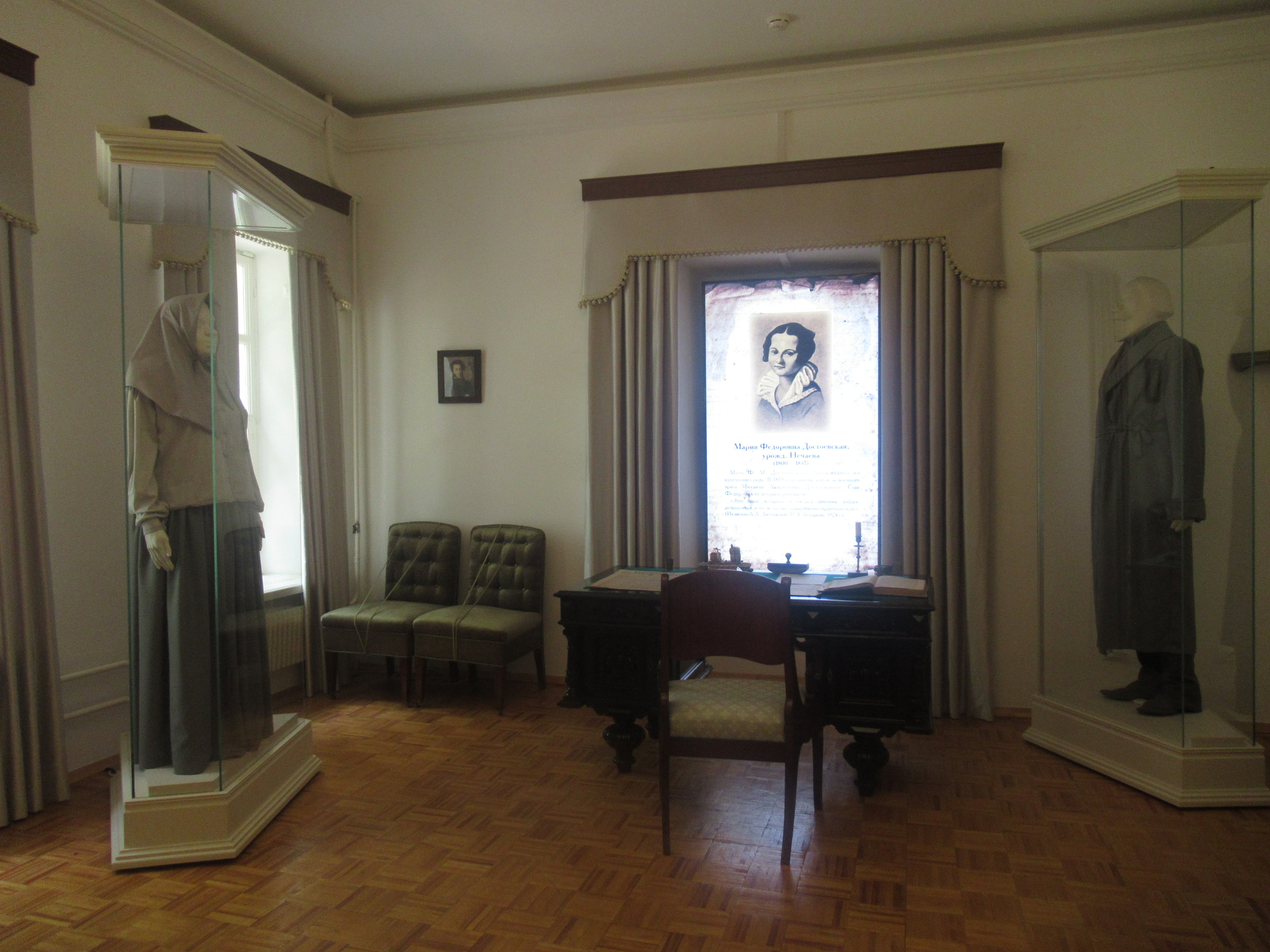
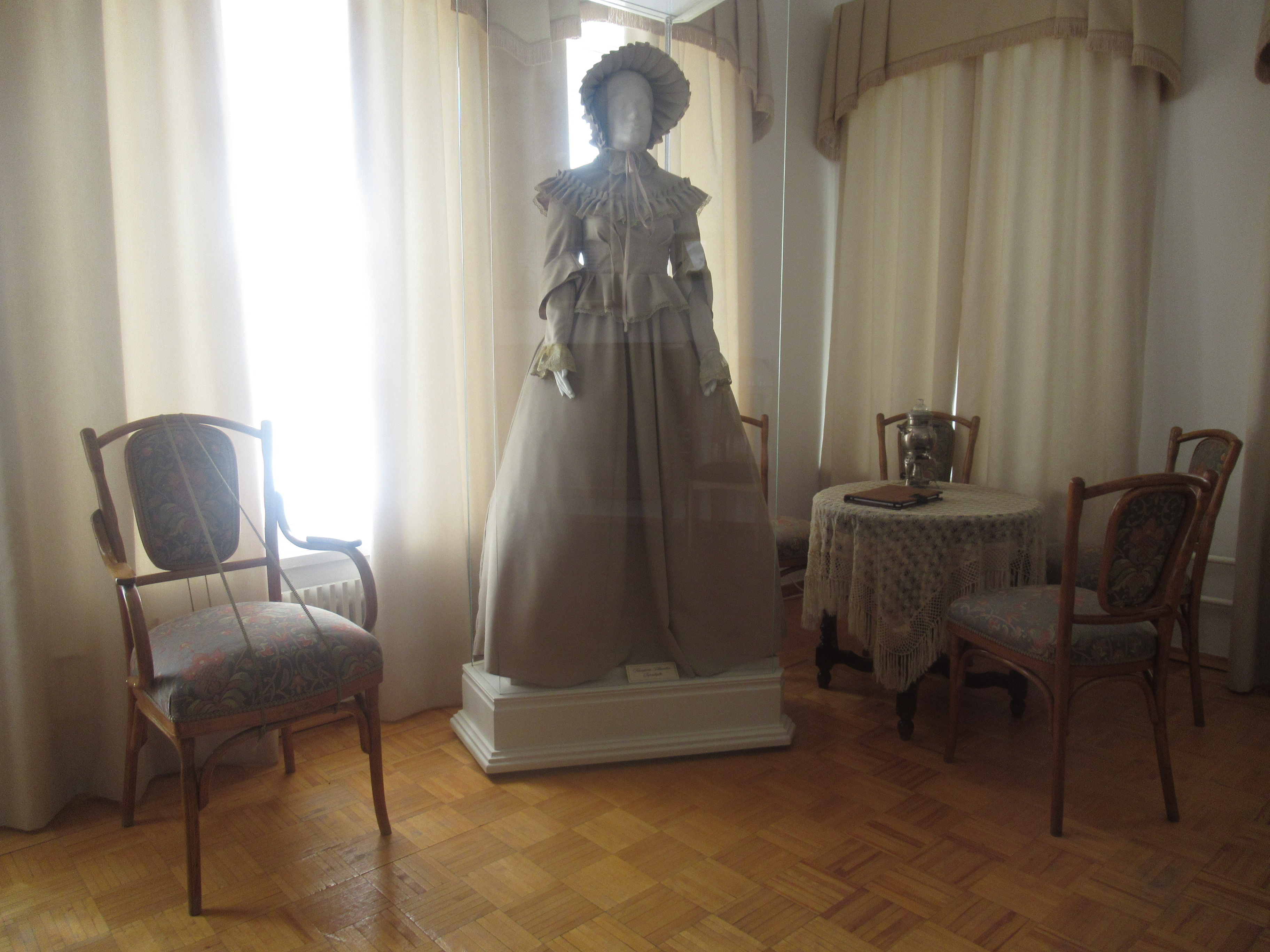
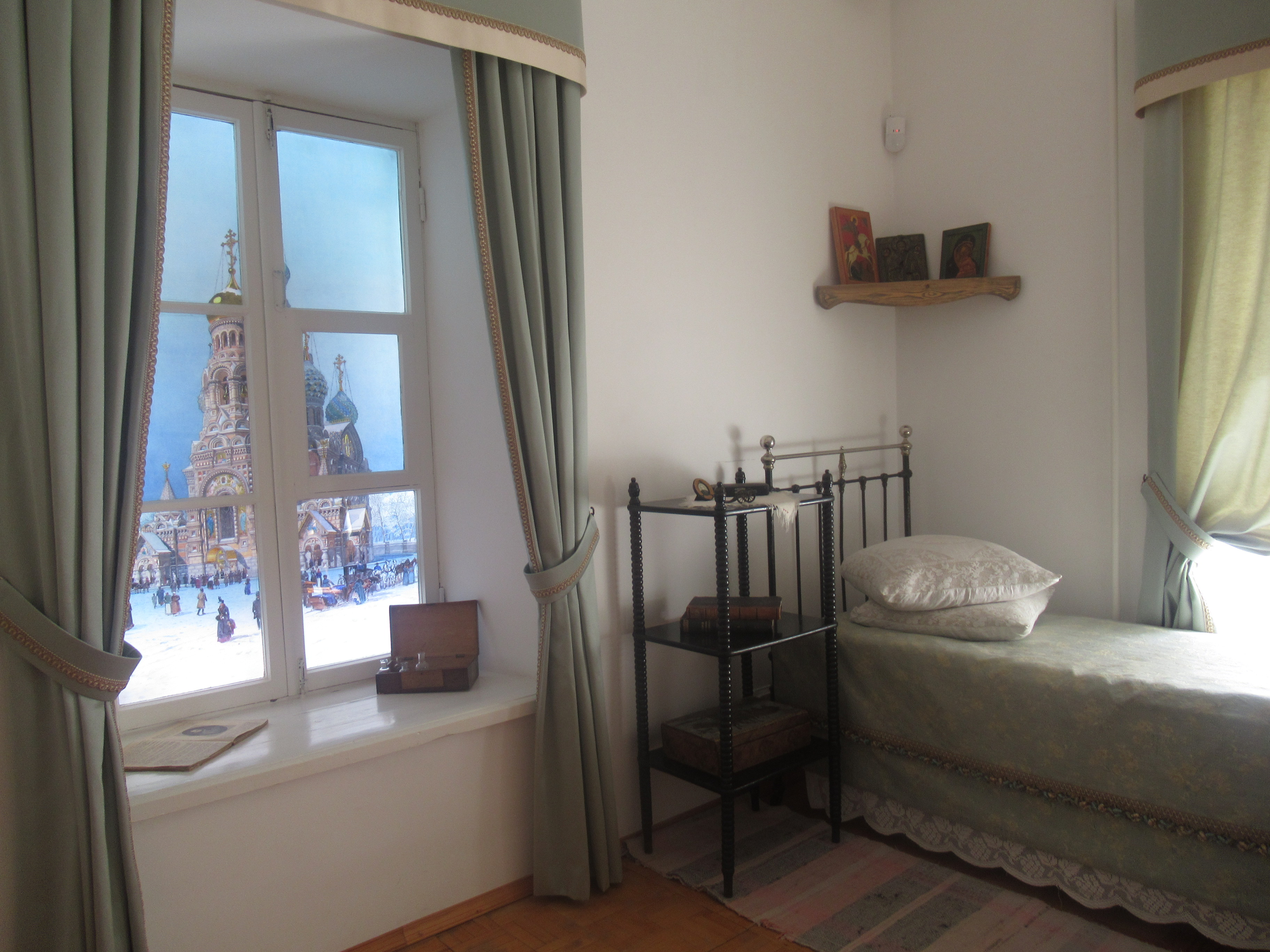